# Барбара Алин Вудс
Барбара Алин Вудс (енгл. Barbara Alyn Woods), рођена 11. марта 1962. године, је америчка глумица.
Најпознатија је по улози Деб Ли Скот у телевизијској серији Три Хил. У првој сезони серије је имала споредну улогу, да би од друге до четврте сезоне играла једну од главних улога. Након што је играла у четири епизоде у петој сезони серије (због промене сценарија), у честој сезони је поново заиграла као једна од главних глумица. Играла је и улогу Дајане Шалински у серији Драги, смањила сам децу: ТВ шоу.
Позирала је нага за јунско издање Плејбоја из 1993. године.
Играла и споредне улоге у серијама: Звездане стазе: Следећа генерација, Picket Fences, Ally McBeal, Ветрови, Амерички снови. Играла је споредне улоге у преко 20 америчких ТВ серија.

## Приватни живот
Године 1999. године удала за Џона Линда. Са њим има три ћерке: Натали, Емили и Аливију, а последњу је родила 27. јула 2007. године.